# 都拉塔口岸
都拉塔口岸（とらとうこうがん）は中華人民共和国新疆ウイグル自治区イリ・カザフ自治州チャプチャル・シベ自治県とカザフスタン東カザフスタン州の間に位置する出入国検査場。
チャプチャル県中心部より50km、グルジャ市より63キロメートルに位置している。1992年8月、中国・カザフスタン両国政府の同意により国境検査場が設置された。